# Veronaella indica
Veronaella indica är en svampart som beskrevs av Subram. & K.R.C. Reddy 1975. Veronaella indica ingår i släktet Veronaella, divisionen sporsäcksvampar och riket svampar.   Inga underarter finns listade i Catalogue of Life.